# Montaigut (Puy-de-Dôme)
Montaigut, soms ook Montaigut-en-Combraille genoemd, is een gemeente in het Franse departement Puy-de-Dôme (regio Auvergne-Rhône-Alpes). Montaigut telde op 1 januari 2022 977 inwoners.

## Geschiedenis
In de Oudheid liep hier een weg tussen het gebied van de Bituriges in het noorden en Averni in het zuiden.
In de Middeleeuwen lag Montaigut in Combrailles in Auvergne, bij de grens met Limousin. In de twaalfde eeuw werd hier een kasteel gebouwd op een heuvel. De plaats bij het kasteel bloeide dankzij de handel en verkreeg in de dertiende eeuw stadsrechten. Symbool van deze stedelijke autonomie was het belfort.
Bij de oprichting van het departement Puy-de-Dôme in 1790 was Montaigut een van de acht districten waarin het departement was opgedeeld.

## Geografie
De oppervlakte van Montaigut bedroeg op 1 januari 2022 8,18 vierkante kilometer; de bevolkingsdichtheid was toen 119,4 inwoners per km².

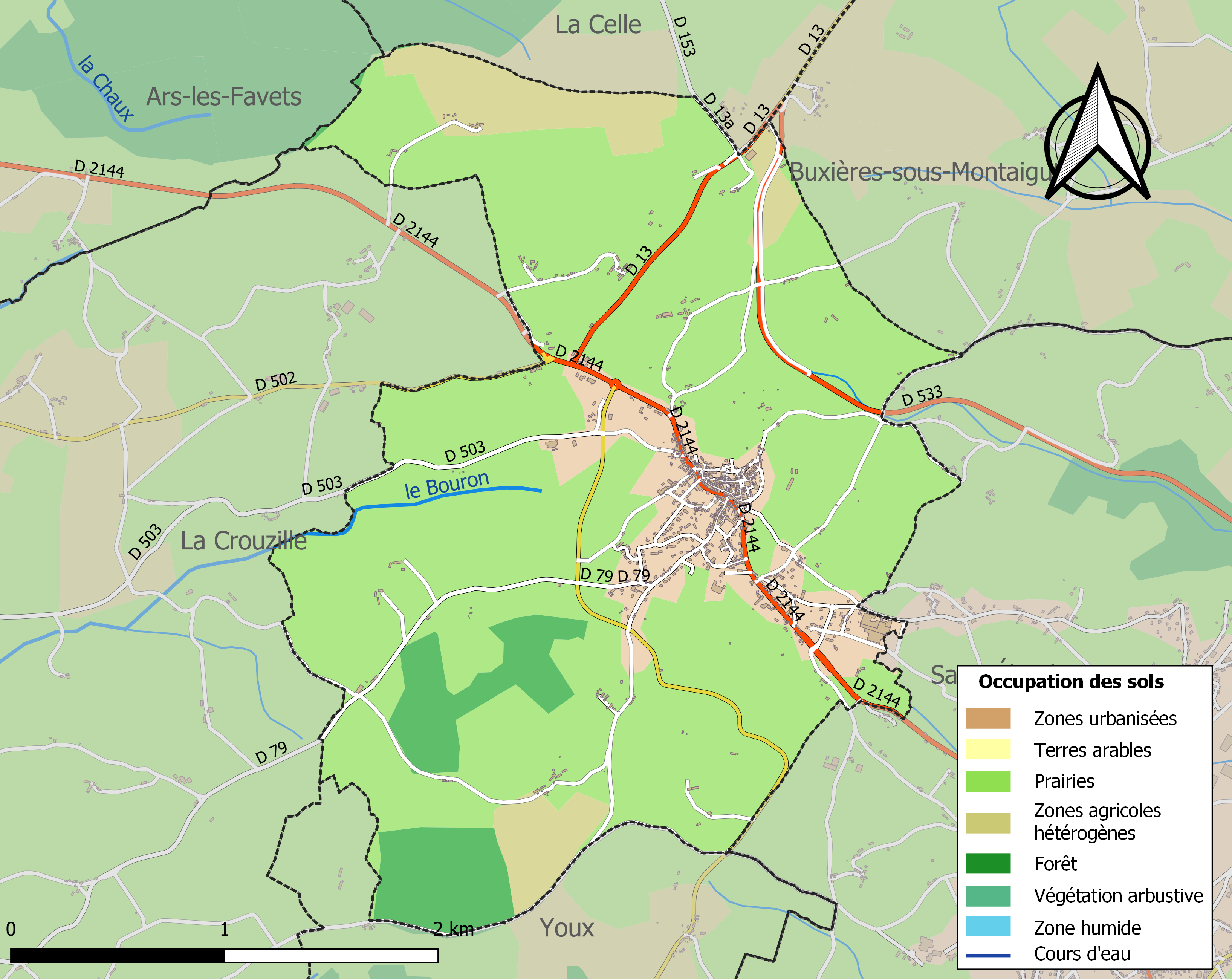
Kaart van de gemeente met belangrijkste infrastructuur, bodemgebruik en omliggende gemeenten

## Demografie
Onderstaande figuur toont het verloop van het inwonertal (bron: INSEE-tellingen).